# 联储证券
联储证券有限责任公司，简称联储证券，前身是2001年2月28日成立的众成证券，是一家注册于深圳市的综合类证券公司，并在上海市浦东新区陆家嘴设立上海资产管理总部。在证监会公布的2016年证券公司分类结果中，联储证券被评为BBB级。
2016年12月，国海证券代持案爆发，联储证券被波及。
2021年7月24日，中国证券监督管理委员会发布《2021年证券公司分类结果》，其中联储证券被评为BBB级，较2020年的B级有所上升。